# Het Lage Land
Het Lage Land is een wijk in Rotterdam, in het stadsdeel Prins Alexander.

## Geschiedenis
De wijk ontstond in het begin van de jaren zestig. De wijk werd zeer ruim opgezet (45 huizen per ha). Later heeft er enige verdichting plaatsgevonden. Toch blijft het een zeer ruime wijk met veel laagbouw.
In de beginjaren werd het Lage Land vooral bewoond door oud-inwoners van de wijken Kralingen en Delfshaven.

## Naam
De naam van de wijk is ontleend aan de polder die omstreeks 1860 door bemaling is ontstaan.

## Trivia
- Het jeugdboek Rare lading voor het lage land (2009) door Ben de Raaf speelt zich af in Het Lage Land.[2]

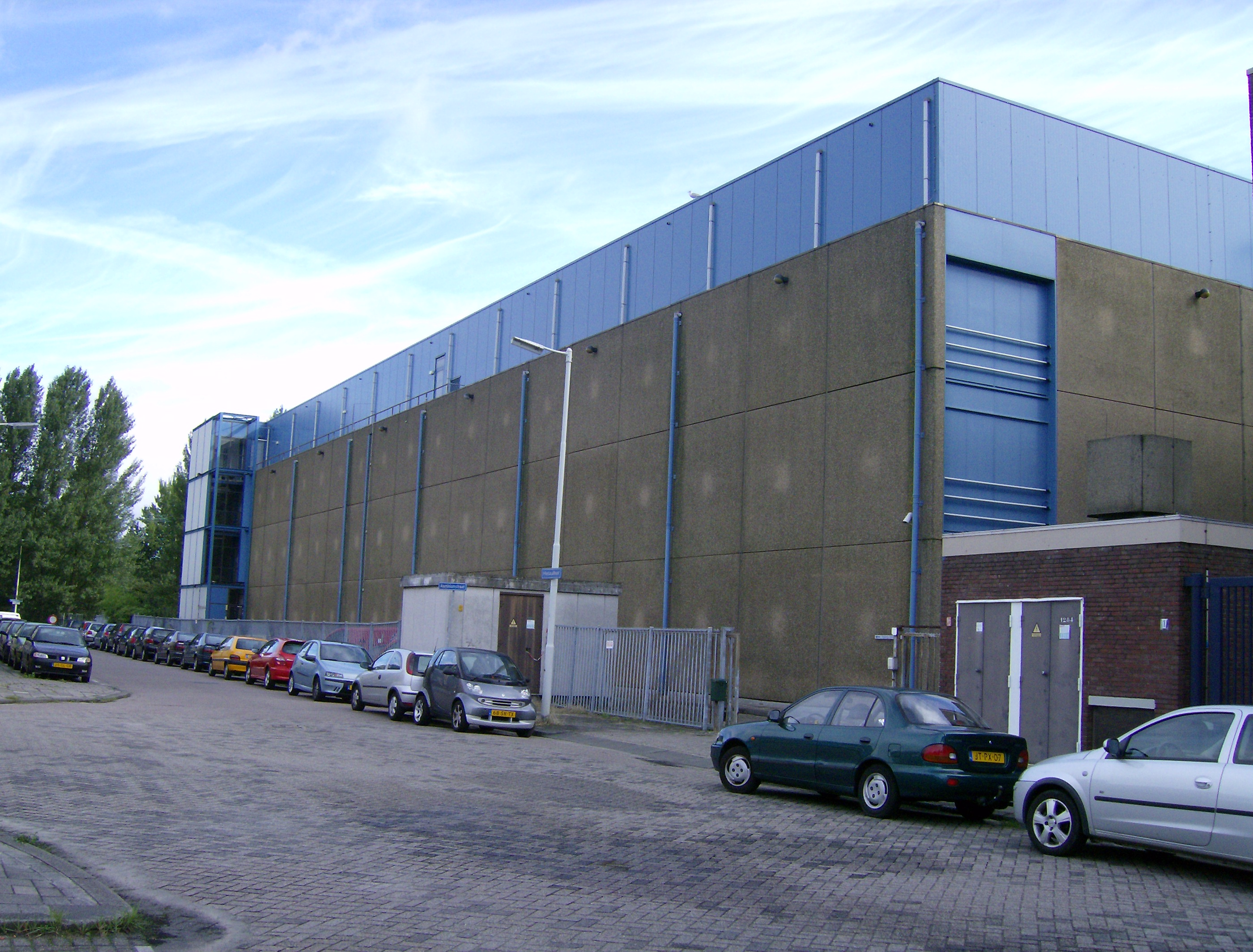
Museumdepot van het Museum Rotterdam, in 1979 in gebruik genomen.
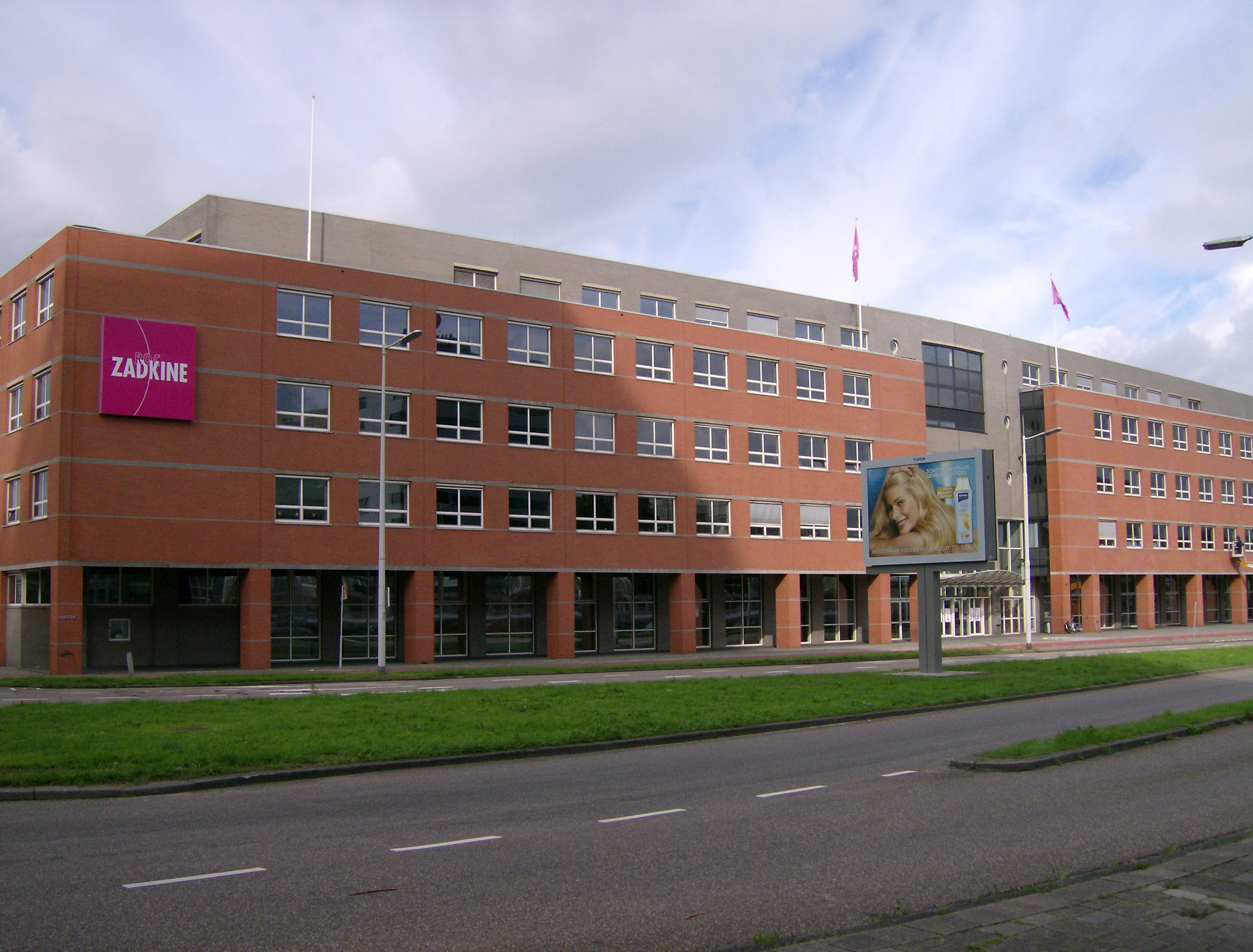
ROC Zadkine aan de Prins Alexanderlaan.